# 山村豊次郎

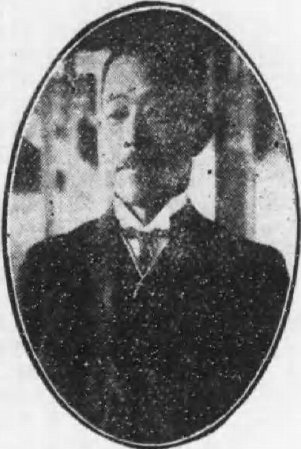
山村豊次郎

山村 豊次郎（やまむら とよじろう、明治2年3月16日（1869年4月27日） - 昭和13年（1938年）9月13日）は、日本の衆議院議員（立憲政友会）、宇和島市長。

## 経歴
宇和島藩士村松喜久造の二男として生まれ、翌年に同藩士山村正の養子となった。1895年（明治28年）、日本法律学校（現在の日本大学）を卒業し、弁護士試験に合格。翌年に宇和島市で弁護士事務所を開業した。
1906年（明治39年）、衆議院補欠選挙に当選。1920年（大正9年）から翌年まで宇和島町長を務めた。宇和島に市制が施行されると市会議員となり、議長に選出された。1922年（大正11年）から宇和島市長を務めた。その間、宇和島運輸株式会社取締役・宇和島鉄道株式会社取締役・南予時事新報社長などを兼ねた。
1932年（昭和7年）、第18回衆議院議員総選挙に出馬し、当選。第19回衆議院議員総選挙でも再選された。

## 親族
- 兄 村松恒一郎（衆議院議員）